# Стационе Вибо-Пицо (Вибо Валенција)
Стационе Вибо-Пицо је насеље у Италији у округу Вибо Валенција, региону Калабрија.
Према процени из 2011. у насељу је живело 135 становника. Насеље се налази на надморској висини од 157 м.